# Valerie Dore
Als Valerie Dore wurde die Sängerin Monica Stucchi (* 28. Mai 1963 in Mailand, Italien) bekannt, die die bekannten Hits aus den 1980er Jahren allerdings nicht selbst sang, sondern diese nur vor der Kamera und in der Öffentlichkeit per Playback mimte. Gesungen wurden die Songs des einzigen Studio-Albums The Legend von der Sängerin Dora Carofiglio, damals Sängerin der Gruppe Novecento und später auch von Simona Zanini. Erst später sang Stucchi (vorher u. a. als Hintergrundsängerin) mit mäßigem Erfolg auch selbst Lieder ein.

## Leben
Mit 15 Jahren sang Dora Carofiglio mit Freunden amerikanische Volkslieder in Mailänder Bars. Im Jahr 1984 schaffte sie den Durchbruch – allerdings nur als Stimme für die Mimin Monica Stucchi, die als „Valerie Dore“ auftrat. Die erste Single The Night war in ganz Südeuropa ein Erfolg und auch in Deutschland und der Schweiz in den Top 10. Mit der sodann von Dora Carofiglio eingesungenen Single Get Closer konnte Stucchi alias Valerie Dore an den Erfolg anknüpfen und hatte ihren eigenen Musikstil, der als Romantic Dance bezeichnet wurde, erschaffen. Mit ihrer dritten Single It’s so Easy, die Ende 1985 erschien, hatte Stucchi den Gipfel ihres Erfolges bereits erreicht. 1986 erschien ihr erstes Album The Legend, das von der Sage um König Artus inspiriert war. Die vierte Single Lancelot schaffte es auch noch in die Schweizer Top 10 und war ihr letzter Charthit in Deutschland.
1987 hatte Monica Stucchi, die weiterhin als Gesicht von Valerie Dore auftrat, erhebliche Differenzen mit ihrem Produzenten Roberto Gasparini, der die Künstlerin mehr in die Richtung Pop und House drängen wollte. Die Sängerin war damit jedoch nicht einverstanden und wollte in London mit dem Produzenten Ralph Ruppert ein neues Album aufnehmen. Vertraglich war sie aber noch an Gasparini gebunden, der dann Verträge mit Funk und Fernsehen auflöste.
1988 heiratete Stucchi ihren neuen Produzenten und Manager Mauro Zavagli und produzierte eine neue Single: Wrong Direction, die es allerdings außerhalb Italiens nicht in die Charts schaffte. 1991 zog sie für einige Zeit nach Madagaskar, um dort mit einer nationalen Gruppe ein Album aufzunehmen. Dieses Vorhaben wurde aber nie umgesetzt. Danach beendete Stucchi als Valerie Dore ihre musikalische Karriere.
2003 wurde The Night von der deutschen Band Scooter gecovert.
Stucchi trat 2007 wieder als Valerie Dore mit „ihren“ Hits im italienischen Fernsehen auf.

## Diskografie

### Studioalben
| Jahr | Titel      | Höchstplatzierung, Gesamtwochen, AuszeichnungChartsChartplatzierungen (Jahr, Titel, Platzierungen, Wochen, Auszeichnungen, Anmerkungen) | Anmerkungen                |
| Jahr | Titel      | CH | Anmerkungen                |
| ---- | ---------- | --- | -------------------------- |
| 1986 | The Legend | CH19 (4 Wo.)CH | Erstveröffentlichung: 1986 |

### Kompilationen
- 1992: The Best Of
- 2014: Greatest Hits & Remixes

### Singles
| Jahr | Titel Album            | Höchstplatzierung, Gesamtwochen, AuszeichnungChartplatzierungen (Jahr, Titel, Album, Platzierungen, Wochen, Auszeichnungen, Anmerkungen) | Höchstplatzierung, Gesamtwochen, AuszeichnungChartplatzierungen (Jahr, Titel, Album, Platzierungen, Wochen, Auszeichnungen, Anmerkungen) | Höchstplatzierung, Gesamtwochen, AuszeichnungChartplatzierungen (Jahr, Titel, Album, Platzierungen, Wochen, Auszeichnungen, Anmerkungen) | Höchstplatzierung, Gesamtwochen, AuszeichnungChartplatzierungen (Jahr, Titel, Album, Platzierungen, Wochen, Auszeichnungen, Anmerkungen) | Anmerkungen                              |
| Jahr | Titel Album            | DE | AT | CH | IT | Anmerkungen                              |
| ---- | ---------------------- | --- | --- | --- | --- | ---------------------------------------- |
| 1984 | The Night –            | DE5 (18 Wo.)DE | AT26 (8 Wo.)AT | CH8 (12 Wo.)CH | IT22 (5 Wo.)IT | Erstveröffentlichung: 12. September 1984 |
| 1984 | Get Closer –           | DE12 (12 Wo.)DE | — | CH11 (8 Wo.)CH | — | Erstveröffentlichung: 1984               |
| 1985 | It’s so Easy –         | DE51 (7 Wo.)DE | — | CH10 (9 Wo.)CH | — | Erstveröffentlichung: 1985               |
| 1986 | Lancelot The Legend    | DE36 (10 Wo.)DE | — | CH10 (10 Wo.)CH | IT19 (5 Wo.)IT | Erstveröffentlichung: 1986               |
| 1986 | King Arthur The Legend | — | — | CH24 (2 Wo.)CH | — | Erstveröffentlichung: 1986               |

Weitere Singles
- 1984: The Night (Remix)
- 1985: It’s so Easy in the Night to Get Closer (Valerie Dore Megamix)
- 1986: The Battle
- 1988: Wrong Direction
- 1995: The Night 1995
- 2006: How Do I Get to Mars?